# バルスロネット
バルスロネット（仏: Barcelonnette, オック語: Barciloneta / Barcilona）は、フランス南東部アルプ＝ド＝オート＝プロヴァンス県にあるコミューンで、バルスロネット郡の郡庁所在地。ユベー川沿いに位置する。都市に対応する形容詞は Barcelonnette(s)（バルスロネット）。

## 歴史
バルスロネットはユトレヒト条約の折にサヴォワとの領土の交換の対象となった。

## 著名な出身者
- ポール・レイノー - ナチス・ドイツのフランス侵攻時のフランスの首相